# Gare de Taverny
La gare de Taverny est une gare ferroviaire française de la ligne d'Ermont - Eaubonne à Valmondois, située dans la commune de Taverny (département du Val-d'Oise).
C'est une gare SNCF desservie par les trains du réseau Transilien Paris-Nord (ligne H).

## La gare
Elle est desservie par les trains du réseau Paris-Nord du Transilien.

## Histoire
La ligne Paris - Lille fut ouverte le 20 juin 1846 par la Compagnie des chemins de fer du Nord. Cette ligne passait alors par la vallée de Montmorency avant de bifurquer vers le Nord-Est à Saint-Ouen-l'Aumône et de suivre la vallée de l'Oise. L'itinéraire actuel plus direct par la plaine de France et Chantilly n'a été mis en service qu'en 1859, n'accordant plus dès lors qu'un rôle de desserte secondaire à cet ancien itinéraire. La jonction Ermont - Valmondois via Saint-Leu-la-Forêt est ouverte en 1876, d'abord à voie unique, puis est doublée en 1889.
Sur le réseau Nord, l'électrification arrive sur la ligne Paris - Lille via Creil le 9 décembre 1958 puis sur la lignes Paris - Bruxelles via Compiègne et Paris - Mitry - Crépy-en-Valois en 1963.

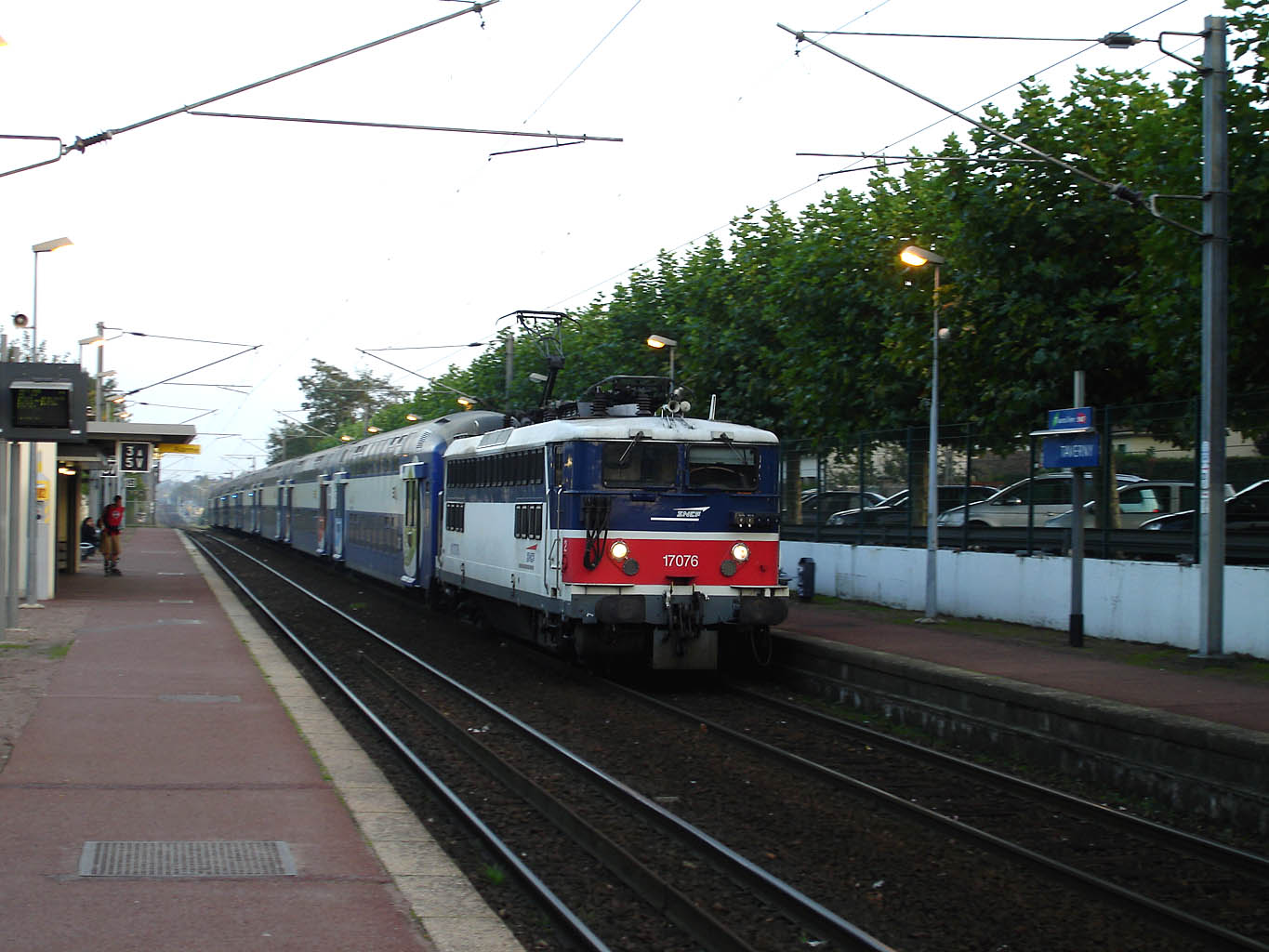
Arrivée en gare d'une rame de VB 2N.

La modernisation de l'itinéraire Paris-Nord - Pontoise est alors lancée avec pour but d'améliorer les performances de cette ligne dont la fréquentation est en hausse constante avec l'urbanisation croissante de la banlieue Nord et de faire disparaître les locomotives à vapeur 141 TC tractant les robustes mais spartiates voitures de type Nord à la fin de 1970. En avril/mai 1969, la traction électrique est en service sur Paris - Pontoise et Pontoise - Creil accompagnée de la signalisation par block automatique lumineux. Puis finalement, c'est au tour de l'antenne Ermont - Eaubonne - Valmondois en décembre 1970.
Le nombre de voyageurs quotidiens se situait entre 500 et 2 500 en 2002.
En 2012, 1 980 voyageurs ont pris le train dans cette gare chaque jour ouvré de la semaine.

## Intermodalité
La gare est desservie par les lignes 30-10, 95-03A et 95-03B du réseau de bus Val Parisis, par la ligne 1353 du réseau de bus Haut Val-d'Oise et, la nuit, par la ligne N148 du Noctilien.

## Patrimoine ferroviaire

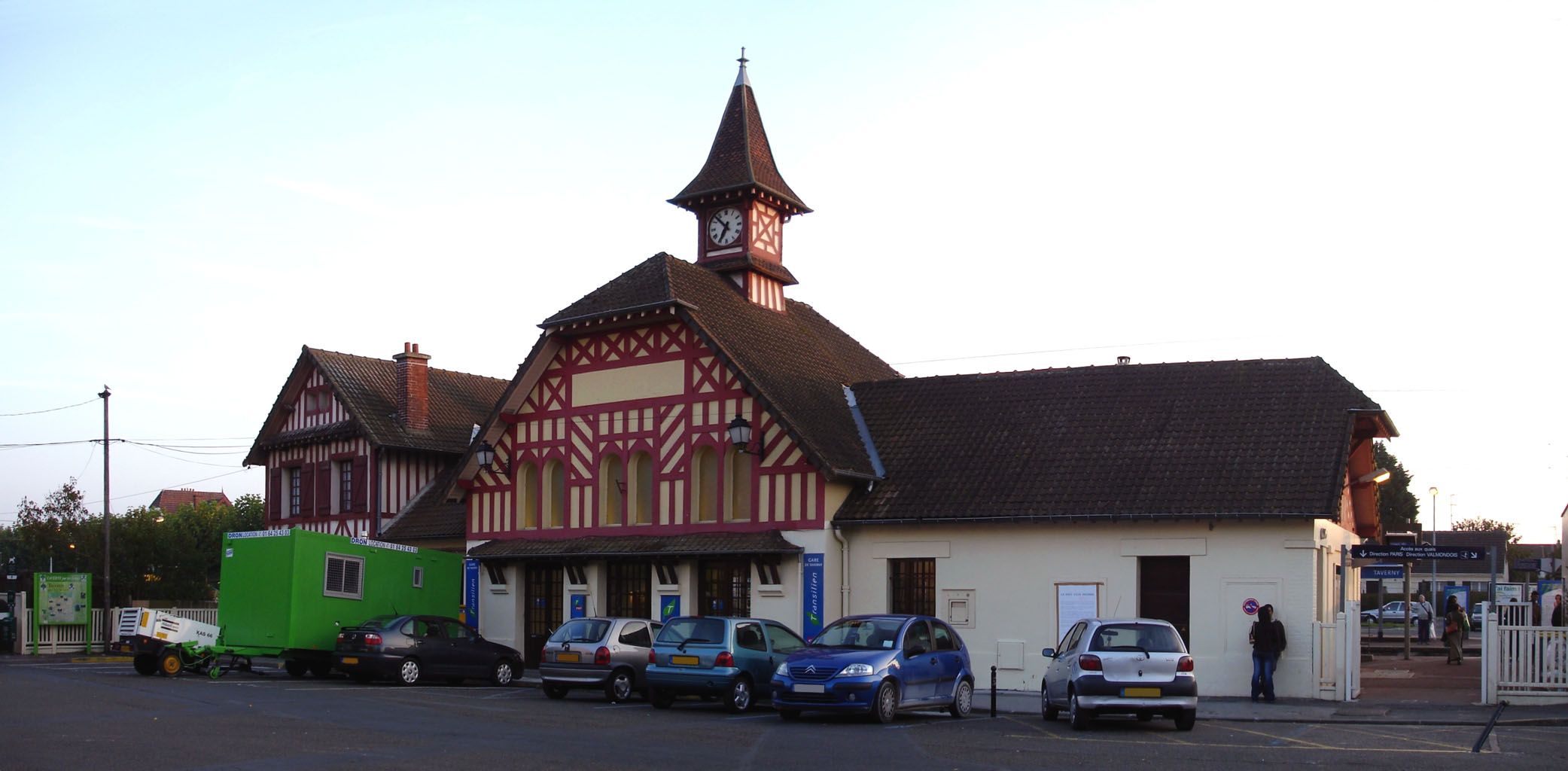
Vue d'ensemble du bâtiment voyageurs, en style régional

Le bâtiment voyageurs, construit par la Compagnie des chemins de fer du Nord était à ses débuts une construction austère et fonctionnelle, constituée d'une étroite aile basse de quatre travées seulement, et d'un logement de fonction à étage disposé perpendiculairement. Les autres gares de la ligne avaient des bâtiments similaires.
Dans les années 1920, ce bâtiment est reconstruit avec une nouvelle aile basse, plus large accueillant en son centre une  grande salle des pas perdus surmontée par une tour d'horloge. L'ancienne aile haute est conservée, dotée de fenêtres et d'une toiture différentes. La façade de cette gare est décorée de colombages en bois et les fenêtres de la nouvelle aile basse sont désormais à linteau droit. La gare de Saint-Leu-la-Forêt a également été transformée de la sorte, mais avec des dimensions plus modeste.

## Galerie de photographies

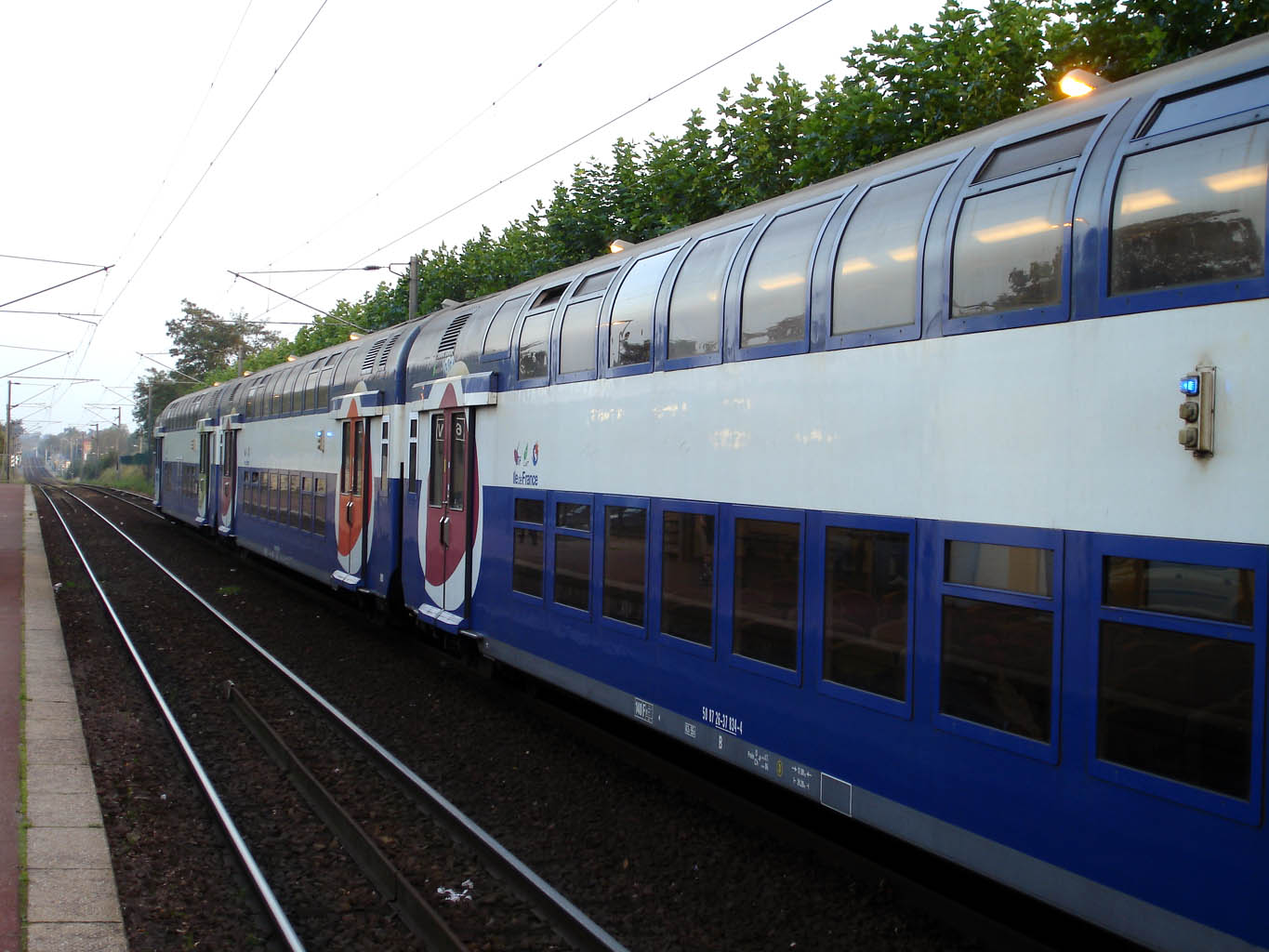
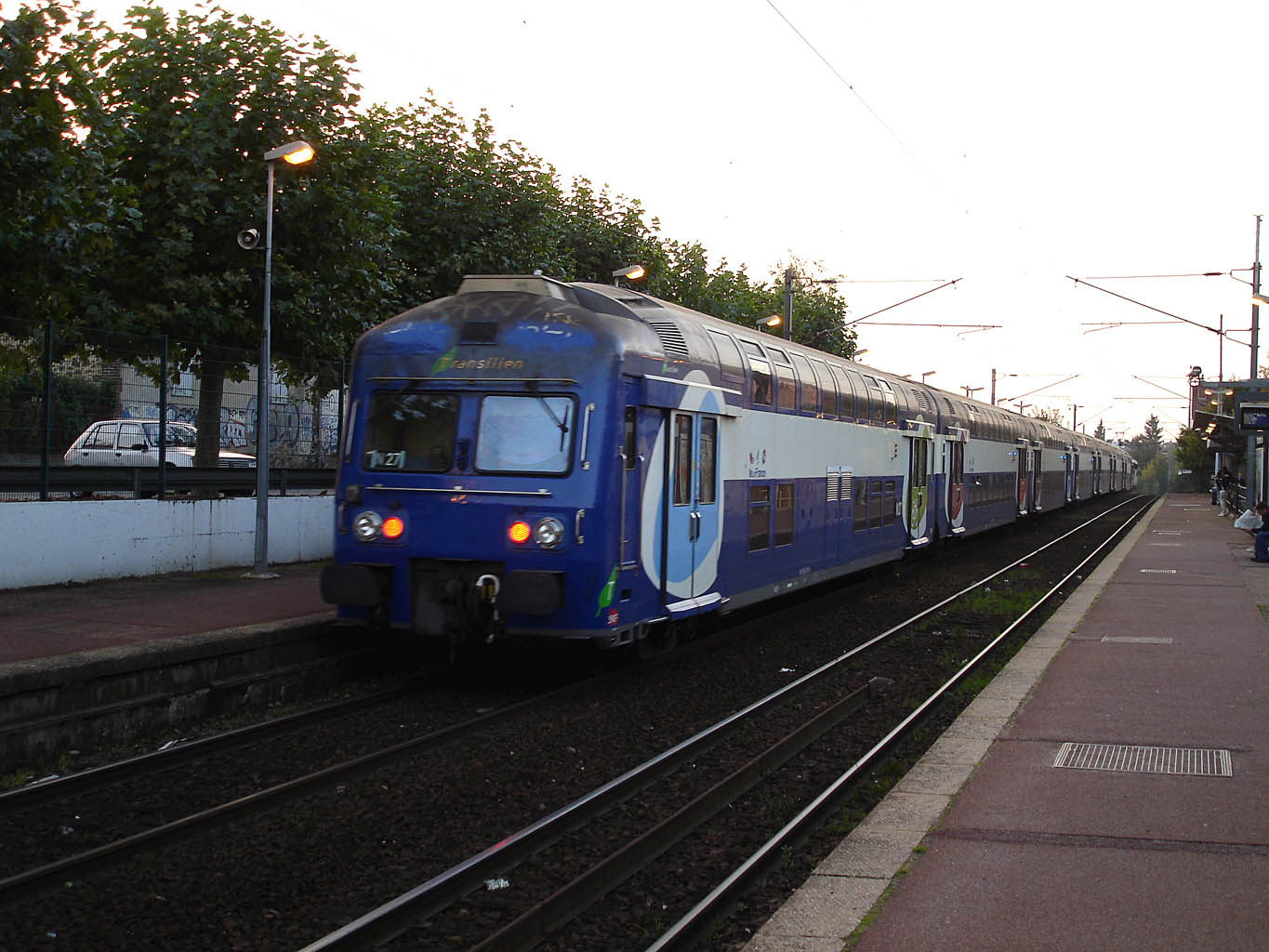
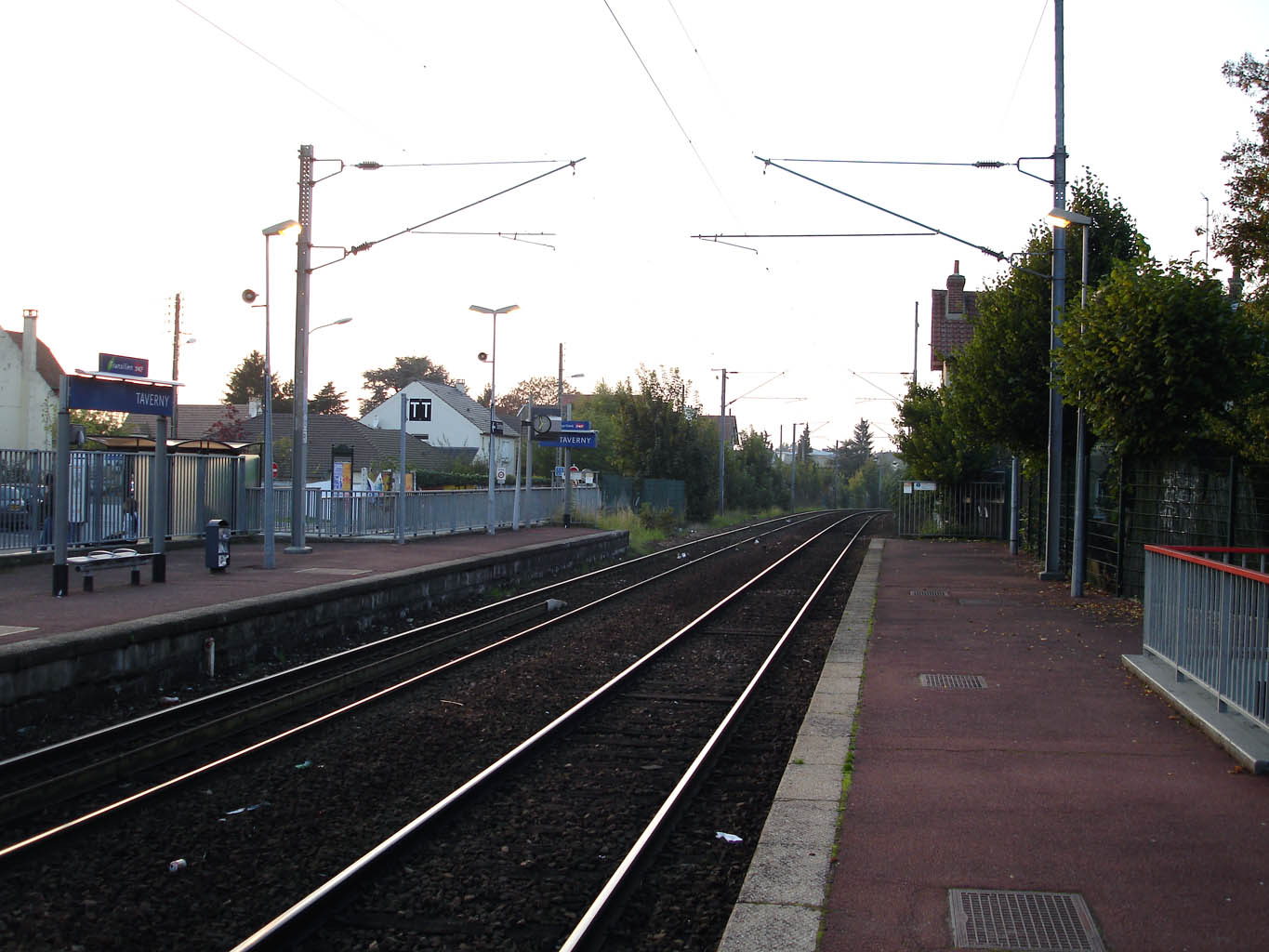
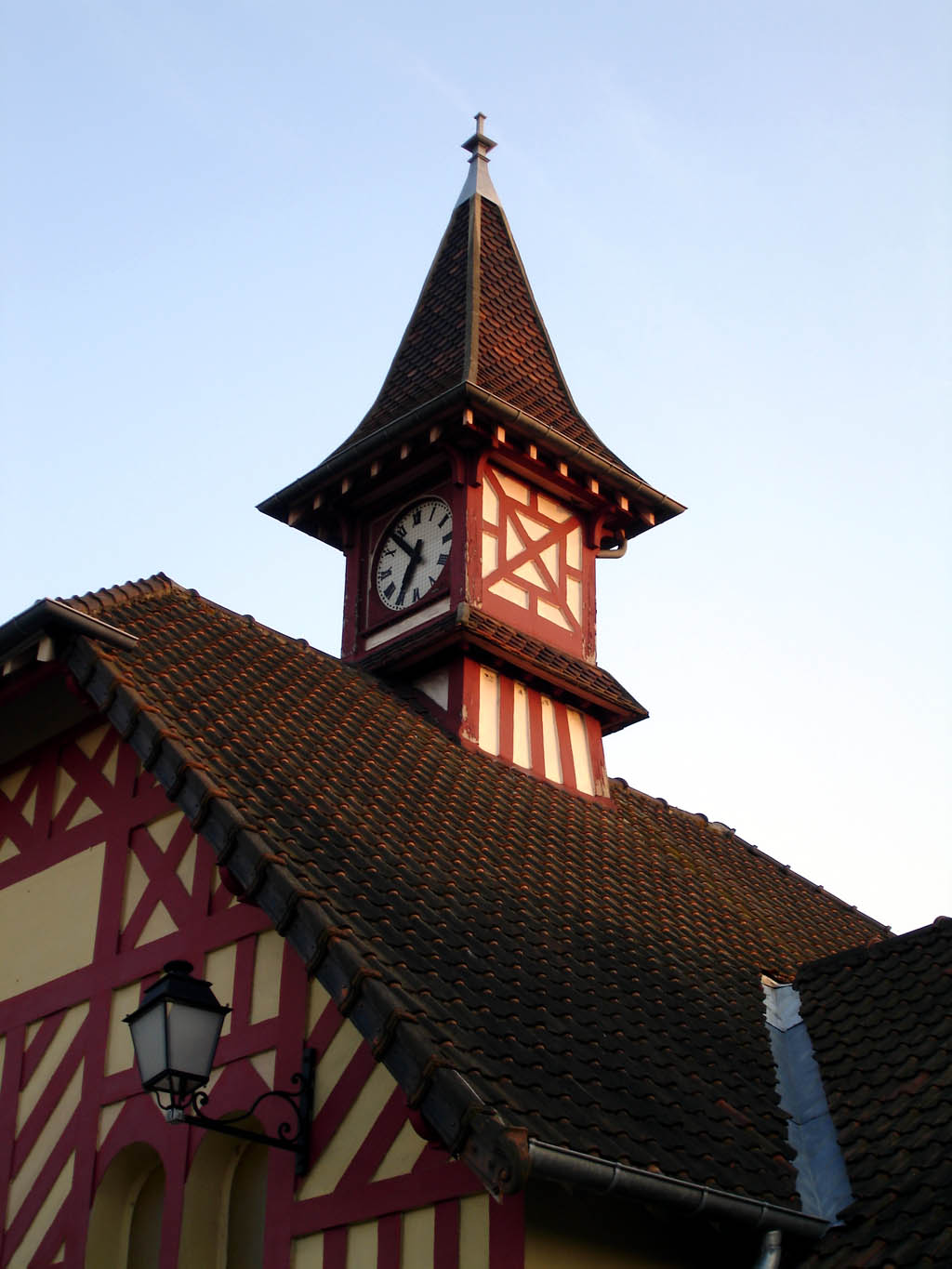